# Käll- och Mjöträsken
Käll- och Mjöträsken är ett naturreservat i Kalix kommun i Norrbottens län.
Området är naturskyddat sedan 1988 och är 1,8 kvadratkilometer stort. Reservatet omfattar en större våtmark med sjön Källträsket och två mindre tjärnar, Inre- och Yttre Mjöträsket, med ytterligare våtmark i söder. Skogen omkring våtmarkerna består av tallskog, med inslag av gran och lövträd.  